# Danbury (Iowa)
Danbury è un comune degli Stati Uniti d'America, situato nello Stato dell'Iowa, nella contea di Woodbury.